# Plantago argentea
La piantaggine argentata (Plantago argentea Chaix, 1786) è una pianta erbacea perenne della famiglia delle Plantaginaceae.

## Etimologia
Il nome generico (Plantago) deriva dalla parola latina "planta" che significa "pianta del piede" e fa riferimento alle piatte foglie basali di questa pianta simili a "piante di un piede". L'epiteto specifico (argentea) deriva dal latino e significa "argentata" e fa riferimento ai riflessi delle foglie.
Il nome scientifico della specie è stato definito dal botanico francese Dominique Chaix (1730-1799), sacerdote e parroco di Les Baux, frazione di La Roche-des-Arnauds, nelle Hautes-Alpes nella pubblicazione "Histoire des Plantes de Dauphiné: Contenant une Préface Historique, un Dictionnaire des Termes de Botanique, les Classes, les Familles, les Genres, & les Herborisations des Environs de Grenoble, de la Grande Chartreuse, de Briançon, de Gap & de Montelimar. Paris - 1: 376. 2: 302" del 1786.

## Descrizione

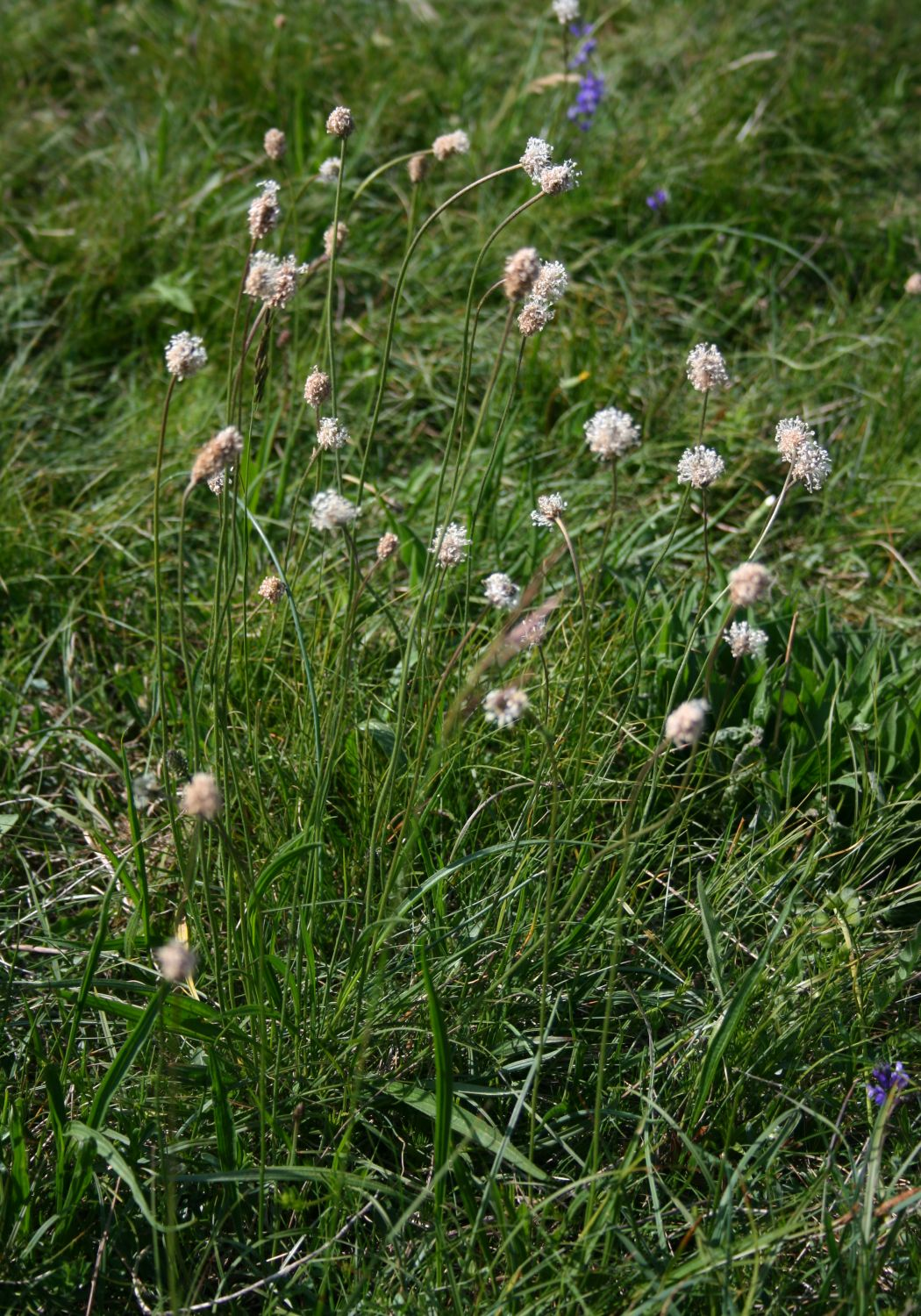
Il portamento

Le piante di questa voce hanno una altezza variabile da 2 a 5 dm. La forma biologica è emicriptofita rosulata (H ros), ossia in generale sono piante erbacee acaule, a ciclo biologico perenne, con gemme svernanti al livello del suolo e protette dalla lettiera o dalla neve e hanno le foglie disposte a formare una rosetta basale. Sono piante proterogine (gli ovuli maturano prima del polline per evitare l'autofecondazione in quanto sono piante soprattutto anemogame). In genere la pubescenza è formata da peli semplici.

### Radici
Le radici sono secondarie da un rizoma legnoso con portamento verticale o obliquo e sono caratteristicamente ingrossate (fino a 1 mm); sono inoltre diritte e più o meno parallele.

### Fusto
La parte aerea della pianta consiste in uno o più assi fiorali (= scapi) allungati e privi di foglie. Gli scapi sono eretti con striature indistinte.

### Foglie
Le foglie sono tutte in rosetta basale con disposizione spiralata e sono persistenti per tutto l'anno. Nella parte inferiore (da 1/2 a 3/5 della lunghezza) si restringono in una specie di picciolo pubescente; quella superiore è allargata con forme lineari-lanceolate (o strettamente lanceolate), bordi interi o con debolissimi denti distanziati. La pagina fogliare è percorsa da alcune (3 - 5) evidenti venature parallele ed è pubescente più o meno argentino-sericea. Le stipole sono assenti. Dimensione della lamina: larghezza 0,5 – 1 cm; lunghezza 10 – 17 cm. Dimensione delle brattee: 3,5 – 5 mm.

### Infiorescenza
Le infiorescenze sono delle spighe composte da fiori riuniti in gran numero; i fiori sono sessili, piccoli e ridotti in ogni elemento. Le spighe hanno delle forme ovoidali compatte. Nell'infiorescenza sono presenti delle brattee carenate a forma ovato-acuminata, piatta con nervatura centrale presente solamente nella metà inferiore e margini scariosi. Dimensione della spiga: larghezza 5 mm; lunghezza 10 –15 mm. Dimensioni delle brattee: larghezza 2 - 2,3 mm; lunghezza 3 – 4 mm.

### Fiore
I fiori sono ermafroditi, attinomorfi, tetrameri (4-ciclici), ossia con quattro verticilli (calice – corolla - androceo – gineceo) e tetrameri (4-meri: la corolla e il calice sono più o meno a 4 parti).
- Formula fiorale:

X oppure *, K (4-5), [C (2+3) oppure (4), A 2+2 oppure 2] G (2), (supero), capsula.
- Calice:  il calice formato da 4 sepali è gamosepalo e attinomorfo a forma di tubo terminante con 4 denti (la parte terminale dei quattro sepali). I sepali possono essere leggermente riuniti 2 a 2; quelli anteriori sono saldati in unica lamina bilobata; quelli posteriori sono liberi e ottusi. Il calice è inoltre persistente. Lunghezza dei sepali: 2,5 - 3,8 mm.
- Corolla:  la corolla formata da 4 petali è gamopetala e attinomorfa (in realtà i petali da 5 sono diventati 4 per fusione dei due petali superiori). La corolla termina in un tubo allungato, liscio e senza peli, con 4 lobi patenti e ialini. I lobi hanno delle forme ovalo-lanceolate, sono apicolati e glabri. Lunghezza del tubo: 3 - 3,5 mm. Il lobi sono larghi da 0,7 a 1,5 mm e lunghi 2 – 3 mm.
- Androceo: gli stami sono 4 didinami e epipetali (adnati all'interno della corolla) con disposizione alternata rispetto ai petali. Le antere sono grosse a due logge con base debolmente sagittata (le sacche polliniche sono divergenti) e deiscenza longitudinale. Il colore delle antere è bianco-giallastro, quello dei filamenti è marrone. I grani pollinici sono tricolporati. Dimensione delle antere: larghezza 0,8 – 1 mm; lunghezza 1,5 – 2 mm.
- Gineceo: l'ovario è supero formato da due carpelli saldati (ovario biloculare; ma possono essere presenti da 1 fino a 4 loculi). In ogni loculo si trova uno o più ovuli a placentazione assile (se il loculo è uno solo, allora la placentazione può essere libera, centrale o basale). Gli ovuli hanno un solo tegumento e sono tenuinucellati (con la nocella, stadio primordiale dell'ovulo, ridotta a poche cellule).[13] Lo stilo è unico, filiforme con uno stigma cilindrico o usualmente bilobo (a volte lo stigma è piumoso). Il disco nettario è assente (l'impollinazione è soprattutto anemogama).

Fioritura: da giugno ad agosto.

### Frutti
I frutti sono delle capsule da ovoidi a ellissoidi con deiscenza trasversale (opercolata, ossia con coperchio) in parte nascoste dai sepali persistenti. I semi hanno la faccia interna concava e sono pochi (1 o 2). I cotiledoni sono paralleli al lato ventrale. Lunghezza dei semi: 3 mm

## Riproduzione
- Impollinazione: l'impollinazione avviene in parte tramite insetti (impollinazione entomogama), ma soprattutto tramite il vento (impollinazione anemogama).[6]
- Riproduzione: la fecondazione avviene fondamentalmente tramite l'impollinazione dei fiori (vedi sopra).
- Dispersione: i semi cadendo a terra (dopo essere stati trasportati per alcuni metri dal vento – disseminazione anemocora) sono successivamente dispersi soprattutto da insetti tipo formiche (disseminazione mirmecoria), ma anche da uccelli.[8]

## Distribuzione e habitat

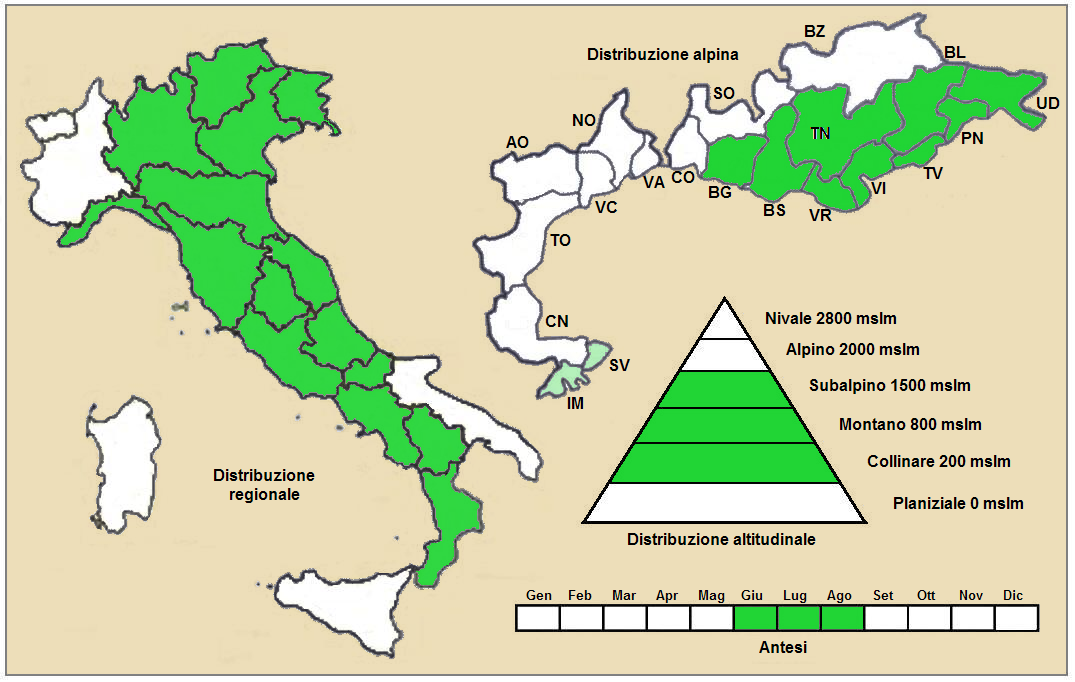
Distribuzione della pianta
(Distribuzione regionale – Distribuzione alpina)

- Geoelemento: il tipo corologico (area di origine) è Orofita Sud Europeo steppico (Subpontica / Anfiadriatica).
- Distribuzione: in Italia è comune nelle Alpi orientali; altrove è rara. Fuori dall'Italia, sempre nelle Alpi, questa specie si trova in Francia (dipartimenti di Alpes-de-Haute-Provence, Hautes-Alpes, Alpes-Maritimes e Drôme). Sugli altri rilievi europei collegati alle Alpi si trova nel Massiccio Centrale, Pirenei, Alpi Dinariche, Monti Balcani e Carpazi.[15] Nel resto dell'Europa e dell'areale del Mediterraneo questa specie si trova nella Penisola Iberica, Penisola Balcanica e Anatolia.[16]
- Habitat: l'habitat tipico per questa pianta sono i prati aridi su calcare. Il substrato preferito è calcareo ma anche calcareo/siliceo con pH basico, bassi valori nutrizionali del terreno che deve essere arido.[15]
- Distribuzione altitudinale: sui rilievi queste piante si possono trovare da 300 fino a 2000 m s.l.m.; frequentano quindi i seguenti piani vegetazionali: collinare, montano e subalpino.

### Fitosociologia

#### Areale alpino
Dal punto di vista fitosociologico alpino Plantago argentea appartiene alla seguente comunità vegetale:
Formazione: delle comunità a emicriptofite e camefite delle praterie rase magre secche
Classe: Festuco-Brometea
Ordine: Ononidetalia striatae
Alleanza: Ononidion striatae

#### Areale italiano
Per l'areale italiano completo Plantago argentea appartiene alla seguente comunità vegetale:
Macrotipologia: vegetazione delle praterie.
Classe: Festuco valesiacae-brometea erecti
Ordine: Ononidetalia striatae
Alleanza: Genistion lobelii
L'alleanza Genistion lobelii è caratterizzata da praterie mediterraneo-montane, dominate da camefite (emicriptofite cespitose e camefite suffrutticose) ad habitus pulvinato, che crescono su litosuoli calcarei e dolomitici delle Alpi marittime. Può anche colonizzare formazioni di litosuoli calcarei e dolomitici, in condizioni geomorfologiche difficili come di forti pendenze o di creste ventose o su rocce emergenti. La distribuzione di questa alleanza va dai Pirenei orientali alla Corsica sino alle Alpi marittime, provenzali e liguri con penetrazione anche in quelle piemontesi. Tali formazioni xerofile possono essere in rapporto evolutivo con i boschi xerofitici, calcicoli a Quercus ilex e a Quercus pubescens delle Alpi sud-occidentali ma possono pure costituire delle formazioni durevoli in particolari condizioni geomorfologiche come zone scoscese e crinali rocciosi ventosi.

## Tassonomia
La famiglia di appartenenza della specie (Plantaginaceae) comprende 113 generi e 1800 specie (114 generi e 2100 specie o anche 90 generi e 1900 specie secondo altre fonti) ha una distribuzione più o meno cosmopolita ma con molti taxa distribuiti soprattutto nelle zone temperate e nell'areale mediterraneo. Il genere Plantago si compone di oltre 250 specie una trentina delle quali sono presenti nella flora spontanea italiana. All'interno della famiglia Plantaginaceae il genere è descritto nella tribù Plantagineae.
La specie P. argentea appartiene al Gruppo di P. lanceolata definito da alcuni caratteri comuni come la forma delle foglie lanceolato-lineari con bordi interi e scapi allungati spesso striato-scanalati. Il gruppo è formato dalle seguenti specie (oltre a quella di questa voce): Plantago lanceolata L e Plantago altissima L. Di seguito sono indicate le differenze morfologiche più evidenti tra queste tre specie:
- P. lanceolata: la radice principale è suddivisa in radichette secondarie sottili (quasi capillari e contorte).
- P. altissima: le radici secondarie sono grosse da una rizoma orizzontale; lo scapo è distintamente solcato; le foglie sono glabre; le brattee sono lunghe 6 – 7 mm.
- P. argentea: le radici secondarie sono grosse da una rizoma verticale o obliquo; lo scapo è debolmente solcato; le foglie sono argenteo-sericee; le brattee sono lunghe 3,5 – 5 mm.

Dal punto di vista ecologico mentre P. lanceolata è sinantropica, le altre due specie vivono nella vegetazione naturale. E probabilmente non formano neppure un complesso poliploide in quanto P. lanceolata e P. altissima sono diploidi con 2n = 12, mentre P. argentea è esaploide con 2n = 72 (altre fonti per P. argentea forniscono il valore 2n = 12).

### Sottospecie

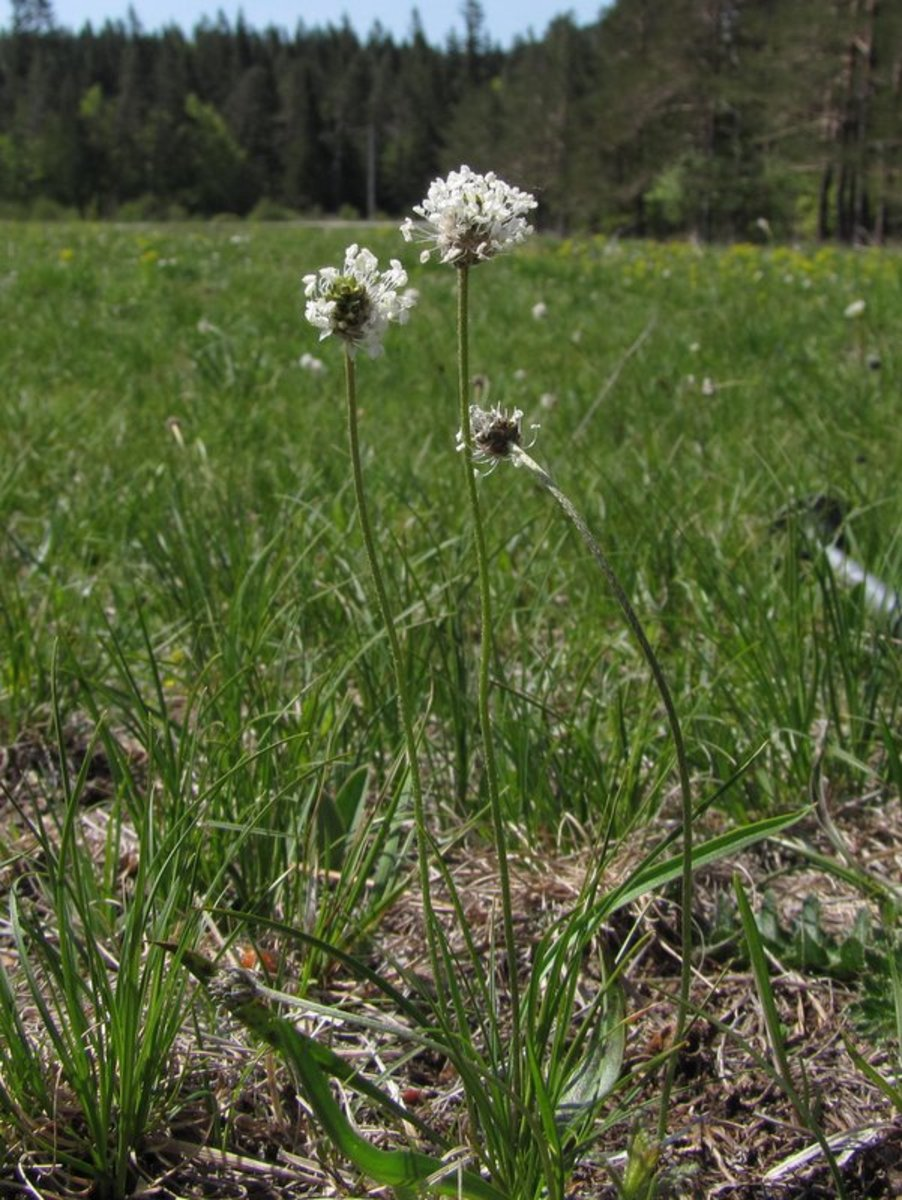
Il portamento
(subsp. liburnica)

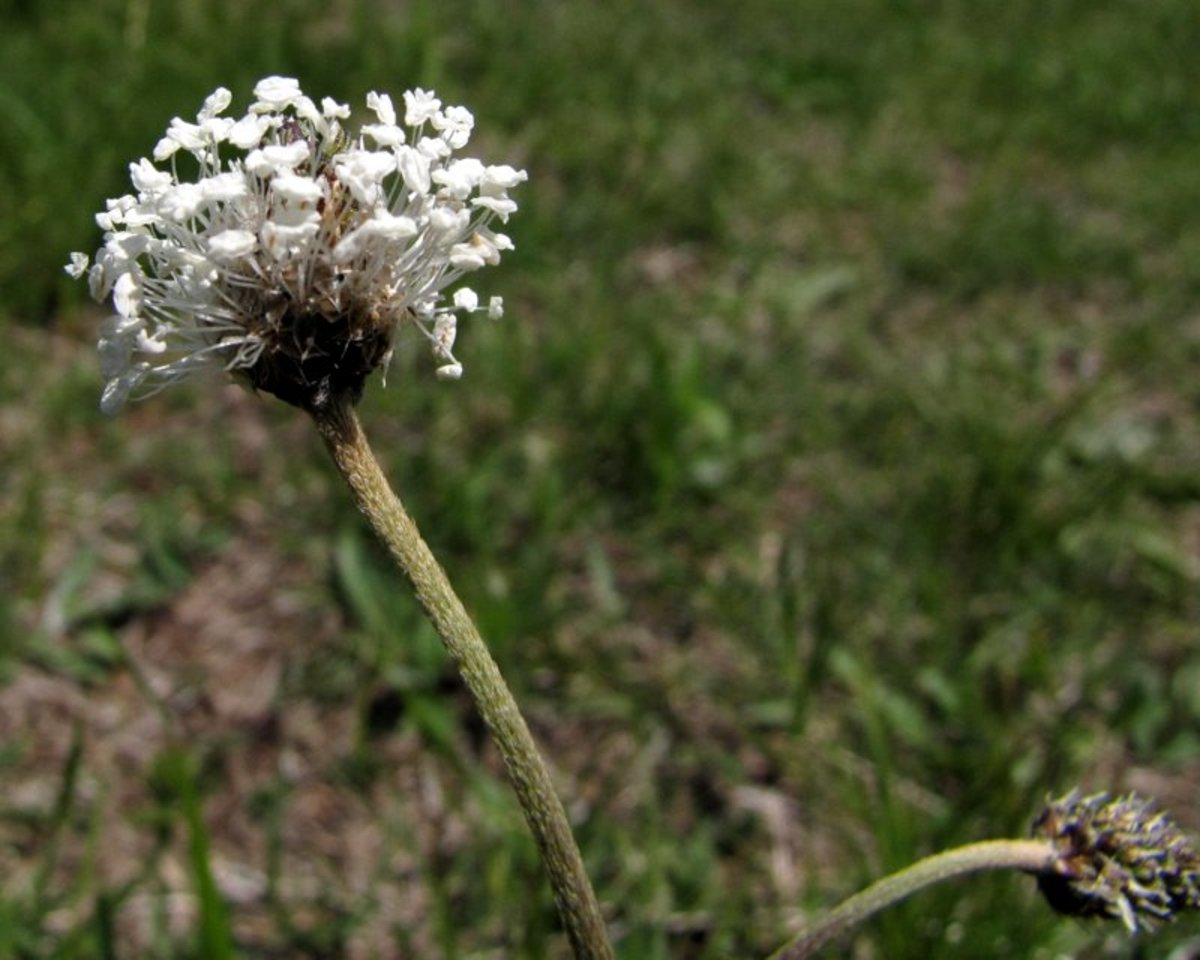
Infiorescenza
(subsp. liburnica)

Per questa specie è riconosciuta come valida la seguente sottospecie:
- Plantago argentea subsp. liburnica Ravnik, 1988 - Distribuzione: Italia (Friuli-Venezia Giulia), Slovenia

Dal punto di vista fitosociologico  la sottospecie di questa voce appartiene alla seguente comunità vegetale:
Macrotipologia: vegetazione delle praterie
Classe: Festuco valesiacae-brometea erecti
Ordine: Scorzonero villosae-chrysopogonetalia grylli
Alleanza: Saturejion subspicatae
L'alleanza Saturejion subspicatae  include le praterie xerofile e rupicole caratterizzate da elevata aridità e marcata eliofilia delle specie. Sono correlate a suoli primitivi o minerali, oligotrofici, su rocce compatte, nel piano bioclimatico supramediterraneo e distribuite fino al piano mesotemperato superiore (200–900 m) dei rilievi prealpini. La distribuzione di questo areale si estendono dal litorale croato-dalmatico alle propaggini calcaree delle Alpi sudorientali. Le entità associate a questa alleanza hanno una distribuzione sudesteuropea e illirica. Alcune comunità di questa alleanza possiedono caratteristiche di praterie borigene primarie e possono quindi essere considerate stabili o lungamente durevoli in quanto localizzate in zone soggette a venti di bora che ne impediscono l'incespugliamento; altre si configurano come praterie secondarie, originate dall'azione dell'uomo e mantenute attraverso pascolamento.

### Sinonimi
Questa entità ha avuto nel tempo diverse nomenclature. L'elenco seguente indica alcuni tra i sinonimi più frequenti:
- Plantago capitata Sternb.
- Plantago serpentinicola Rech. f. & Goulimy

## Altre notizie
La piantaggine argentata in altre lingue è chiamata nei seguenti modi:
- (DE)  Silber-Wegerich
- (FR)  Grand argenté